# Луций Стаций Аквилия
Луций Стации Аквилия (на латински: Lucius Statius Aquilia) e сенатор на Римската империя през 1 и 2 век.
Произлиза от фамилията Стации. През 116 г. той е суфектконсул заедно с Гай Юлий Александър Беренициан (принц на Киликия).